# Добровщак
Добровщак (словен. Dobrovščak) — поселення в общині Ормож, Подравський регіон‎, Словенія.